# Commodores (album)
Albums de Commodores
Hot on the Tracks
(1976) Live!
(1977)
Singles
1. Easy
Sortie : 18 mars 1977
2. Brick House
Sortie : 26 août 1977
3. Zoom
Sortie : 6 janvier 1978

Commodores est le cinquième album studio du groupe américain Commodores, sorti le 30 mars 1977 chez Motown. En Europe et en Australie, l'album est sorti sous le titre Zoom,.
L'album est notamment connu pour les chansons Easy et Brick House. Commodores a été nommé aux American Music Awards de 1978 dans la catégorie « meilleur album de soul/R&B ».

## Accueil commercial
L'album s'est notamment classé en tête du classement Billboard Top Soul Albums et à la 3e place du Billboard 200.
Le premier extrait de l'album, Easy, est une ballade pop-soul, sorti le 18 mars 1977 aux États-Unis. Il s'est classé à la première place du Billboard Hot Soul Singles américain et à la 4e place du Billboard Hot 100 américain,. Il a également atteint le top 10 des hit-parades respectifs du Royaume-Uni et de la Nouvelle-Zélande,.
Le single suivant, Brick House, est une chanson funk avec la voix grave de Walter Orange et la ligne de basse de Ronald LaPread (en). Il atteint la 5e place du Hot 100 américain et la 4e place du classement Hot Soul Singles américain,. Le troisième et dernier single de l'album, Zoom est l'une des chansons les plus connues des Commodores, bien qu'elle ne soit pas sortie en single aux États-Unis. Elle a atteint la 38e place du classement des singles au Royaume-Uni.

## Liste des titres
| 1. | Squeeze the Fruit | Walter Orange                         | 3:00 |
| 2. | Funny Feelings    | - Lionel Richie - Thomas McClary (en) | 4:51 |
| 3. | Heaven Knows      | - Richie - McClary                    | 4:41 |
| 4. | Zoom              | - Richie - Ronald LaPread (en)        | 6:43 |

| 1. | Won't You Come Dance with Me | - Richie - McClary                                                                | 3:47 |
| 2. | Brick House                  | - Richie - Milan Williams - Walter Orange - LaPread - McClary - William King (en) | 3:27 |
| 3. | Funky Situation              | William King                                                                      | 3:39 |
| 4. | Patch It Up                  | Milan Williams                                                                    | 3:58 |
| 5. | Easy                         | Lionel Richie                                                                     | 4:16 |

## Crédits
| Commodores - Lionel Richie – chant, saxophones, claviers - Milan Williams (en) – claviers - Thomas McClary (en) – chant, guitares - Ronald LaPread (en) – chant, basse - Walter Orange – batterie, chant, percussion - William King (en) – chant, trompette Musiciens complémentaires - Cal Harris – synthétiseurs - Darrell Jones – guitares | - Commodores – producteurs, arrangements - James Anthony Carmichael – producteur, arrangements - Cal Harris – ingénieur du son, mixage - Jane Clark – ingénieur du son - Jack Andrews – mastérisation - Carl Overr – directeur graphique - Stan Martin – conception - Tom Nikosey – illustration - Gene Gurley – photographie - Benjamin Ashburn – coordinateur d'album, manager |

## Classements
| Classement (1977–78)          | Meilleure position |
| ----------------------------- | ------------------ |
| Australie (Kent Music Report) | 62                 |
| Canada (RPM 100 Albums)       | 23                 |
| États-Unis (Billboard 200)    | 3                  |
| États-Unis (Top Soul LPs)     | 1                  |
| Nouvelle-Zélande (RIANZ)      | 11                 |

| Classement (1977)          | Position |
| -------------------------- | -------- |
| États-Unis (Billboard 200) | 23       |
| États-Unis (Top Soul LPs)  | 2        |